# Icius bilobus
Icius bilobus är en spindelart som beskrevs av Yang Y., Tang Y. 1996. Icius bilobus ingår i släktet Icius och familjen hoppspindlar. Inga underarter finns listade i Catalogue of Life.